# 寶雲道

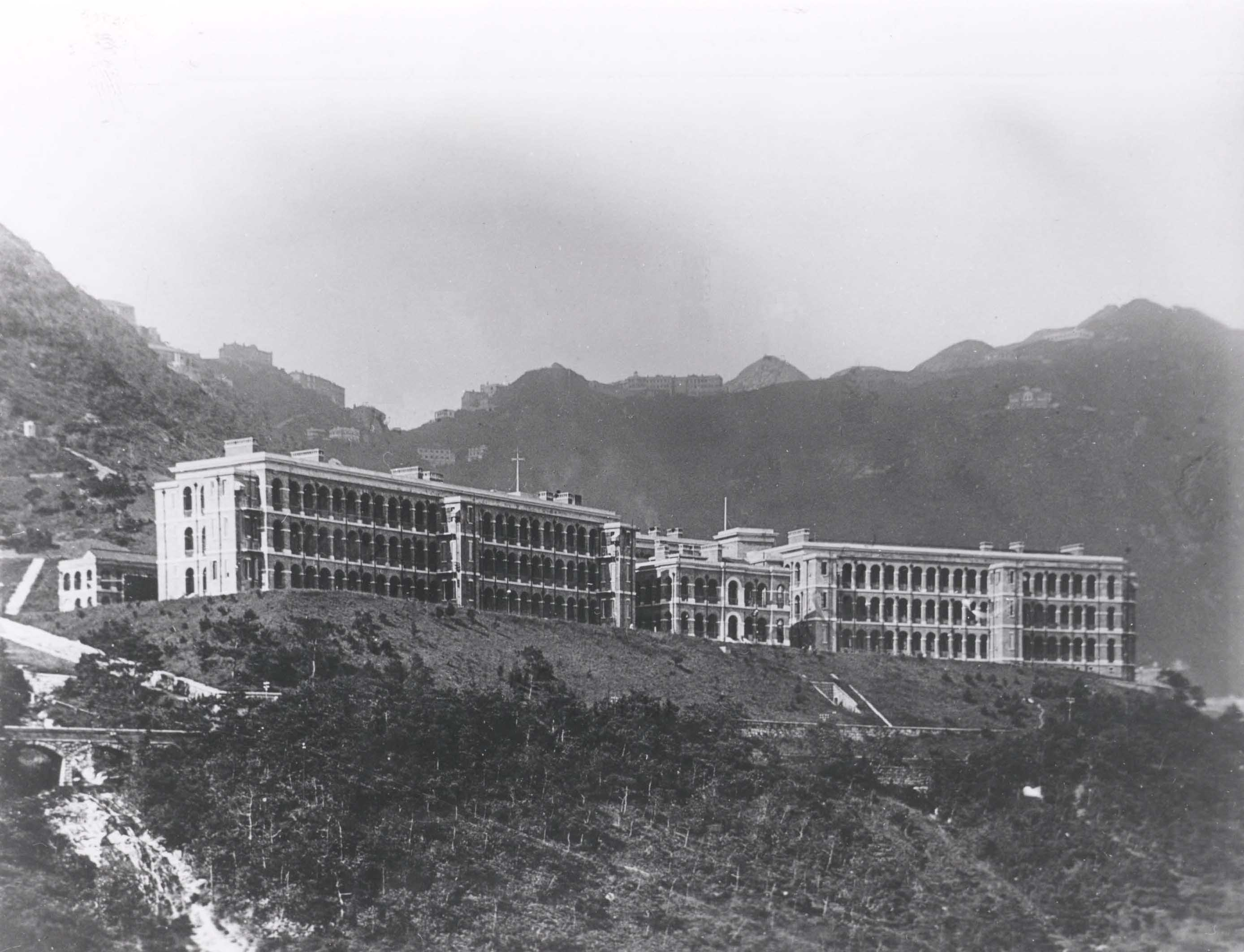
1925年寶雲道及波老道一帶的英軍醫院

寶雲道（英語：Bowen Road）是香港一條沿山腰而築的道路，連接香港島中部的黃泥涌峽至西北部的半山區一帶，東端位於司徒拔道、黃泥涌峽道及大坑道交界，穿過位於灣仔峽的灣仔峽道，西接中半山馬己仙峽道，該道路是港英政府實施大潭水塘供水計劃而於1883年一併興建，建造原因是設置輸水管道，1888年完工時以第九任香港總督寶雲（Sir George Ferguson Bowen）命名，1941至1945年間的香港日佔時期，道路曾被改名為霧島通（Kirishima-dori）。

## 歷史

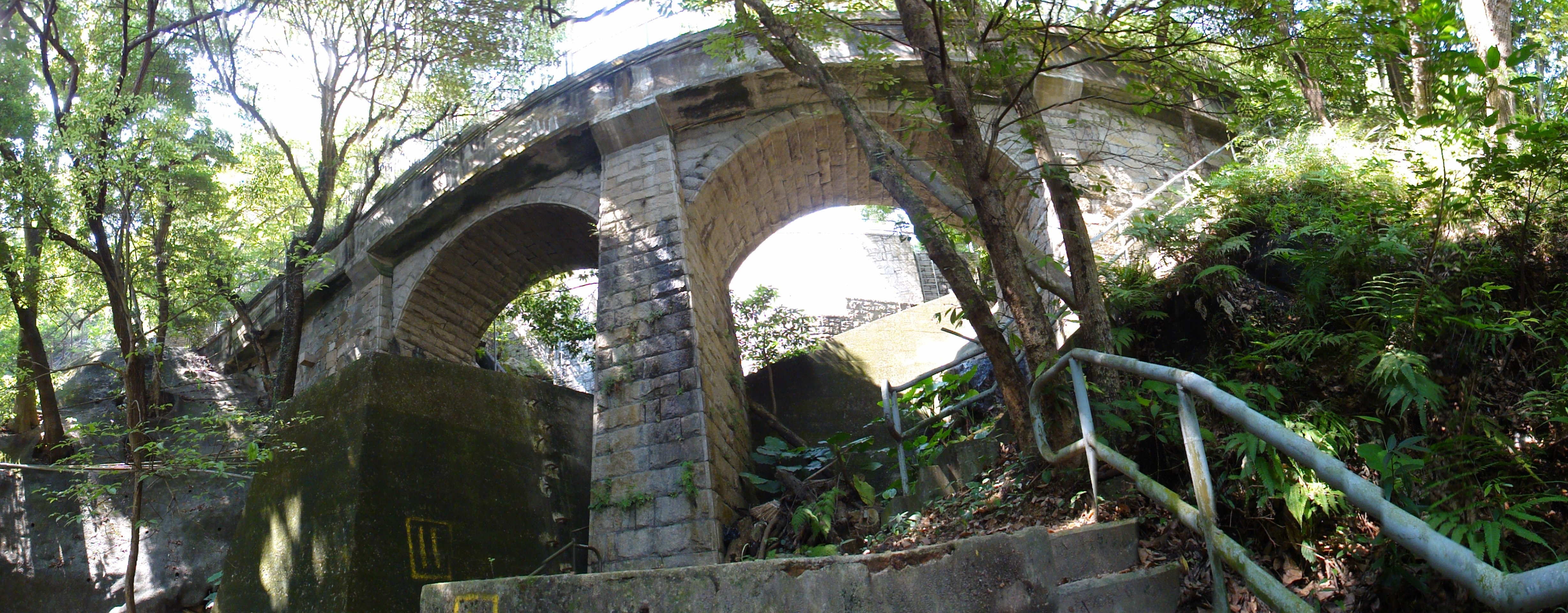
寶雲輸水道21孔拱券段（局部廣角攝影）

寶雲道於1888年落成，不少部份以棧道型式興建，底下敷設了水管，以英式橋墩支撐，將食水由香港島東南部大潭的大潭水塘引到中環雅賓利谷的儲水庫，稱為寶雲渠或寶雲輸水道，其21孔拱券段更於2009年9月18日被列為香港法定古蹟。
由於寶雲道是香港繼皇后大道及堅尼地道之後興建的第三條主要道路，因此當時亦有三馬路之稱。
1903年，寶雲道近司徒拔道立下了維多利亞城界碑，標誌著維多利亞城的南部邊界。

## 特色
寶雲道離海平線大約100米，兩旁種有大量樹木，大部份為平坦道路及不可行車，離開市區不遠，從灣仔或中環步行20分鐘可以到達，此20鐘步行剛好充當跑步前熱身，所以甚受緩步跑人士歡迎。寶雲道沿途也建有不同之健身器具供不同人士健身用。
遊人可以留意道路兩旁，很多時可以找到松鼠的芳蹤或在天空飛翔的麻鷹。

## 沿路著名地點
- 姻緣石
- 寶雲道16號：獨立大宅楠樺居
- 寶德台：寶雲道8-9號
- 蘭谷：位於寶雲道與寶雲徑交界處的峽谷裡
- 活水：在寶雲道花園後方，60年代提供山水給不喜有氯化物自來水的市民沖茶用，現已不能飲用
- 灣坊亭：由晨運客於1991年集資興建，前身為1961年建成的寶雲亭，提供茶水供應及避雨用途，1980年代後因樽裝水普及而停止

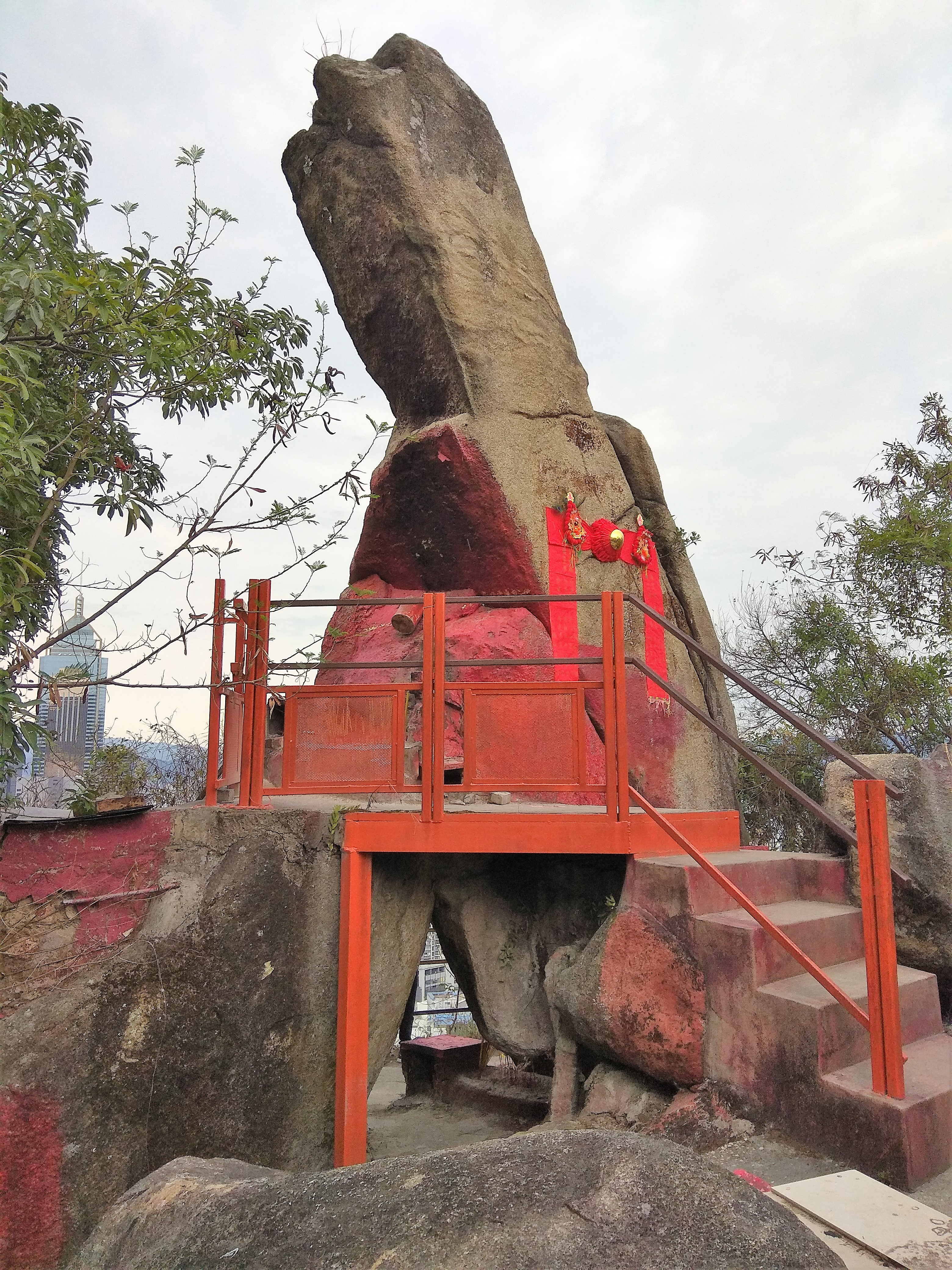
姻緣石
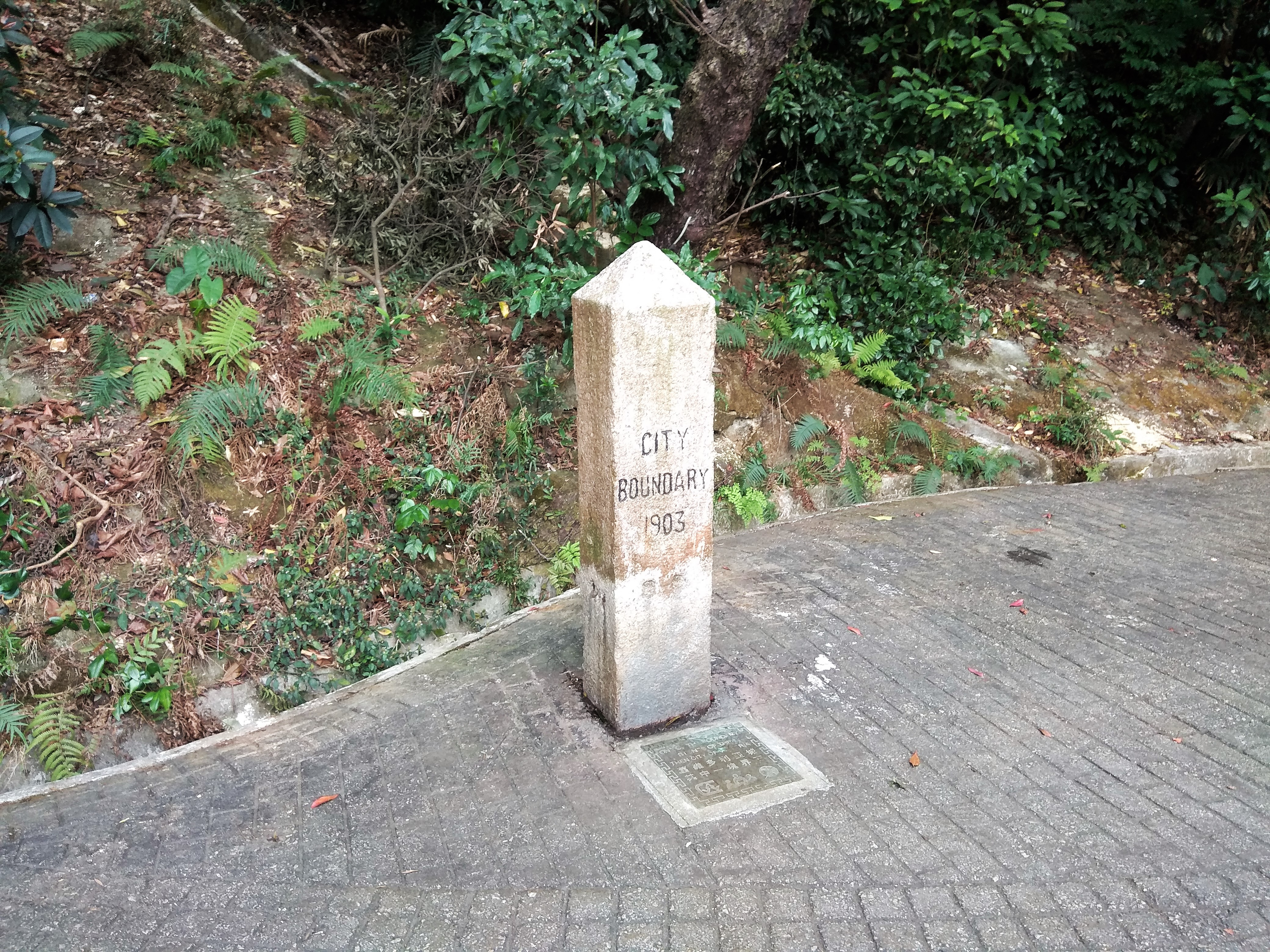
維多利亞城界碑
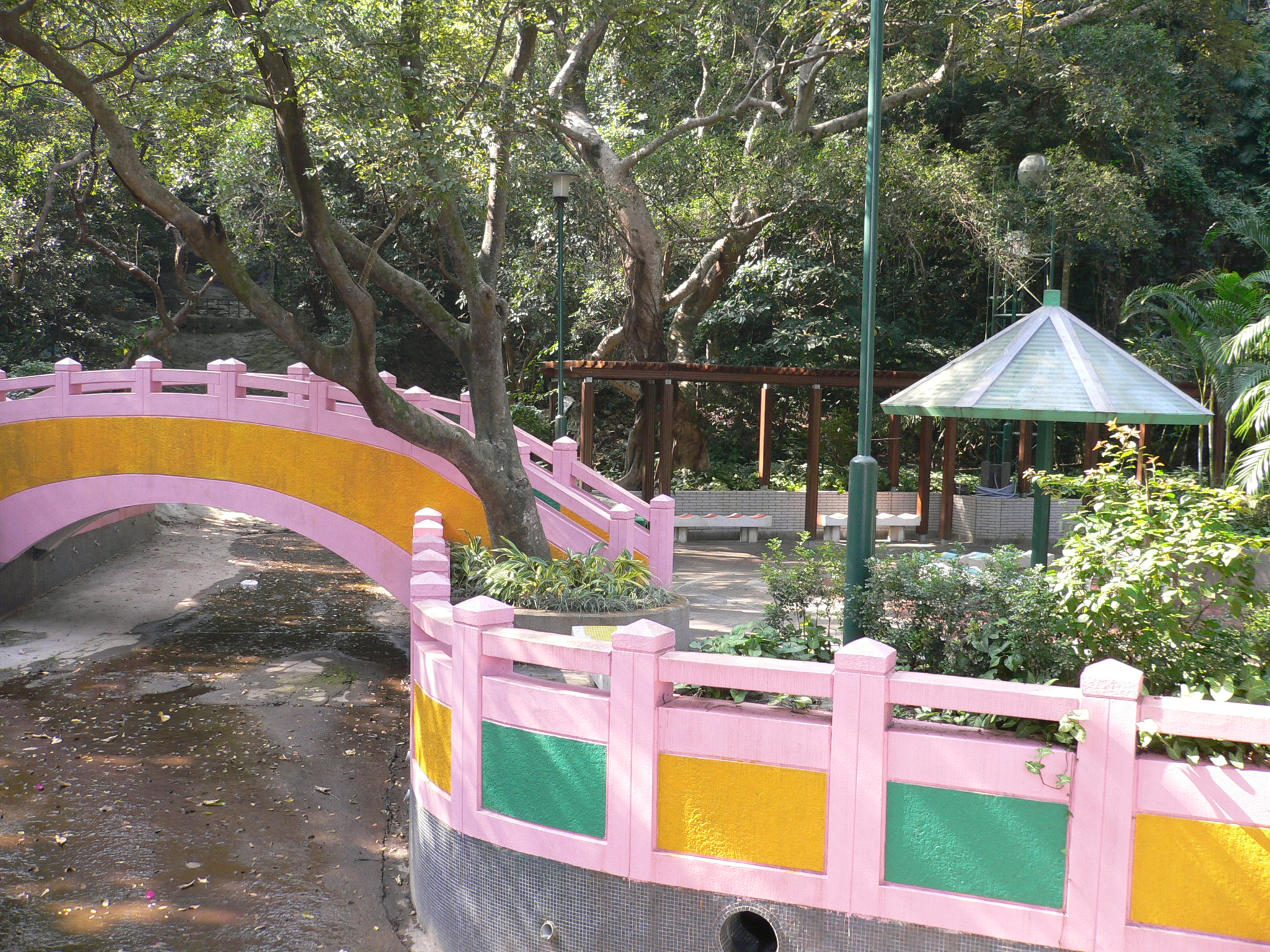
寶雲道公園
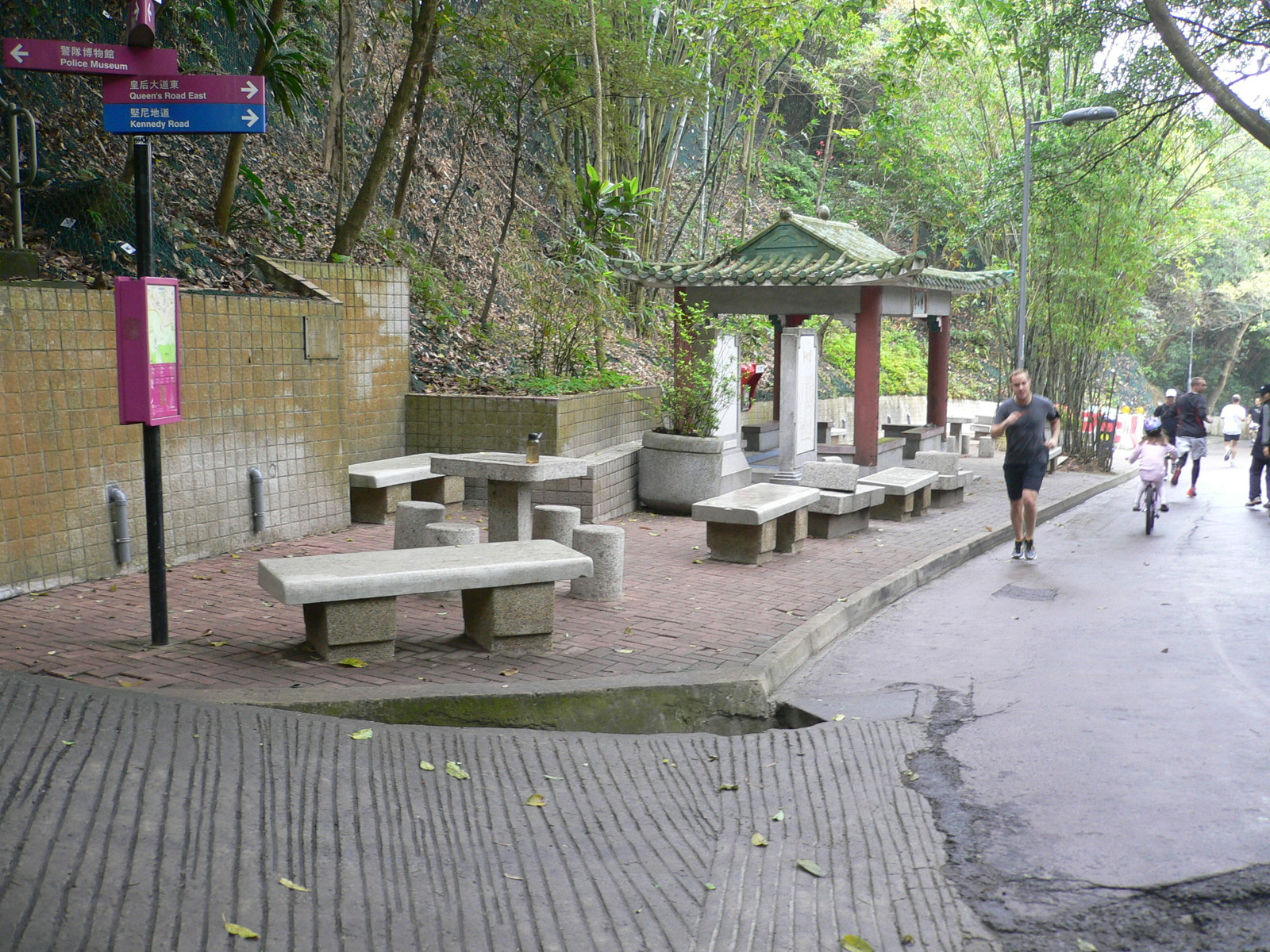
灣坊亭
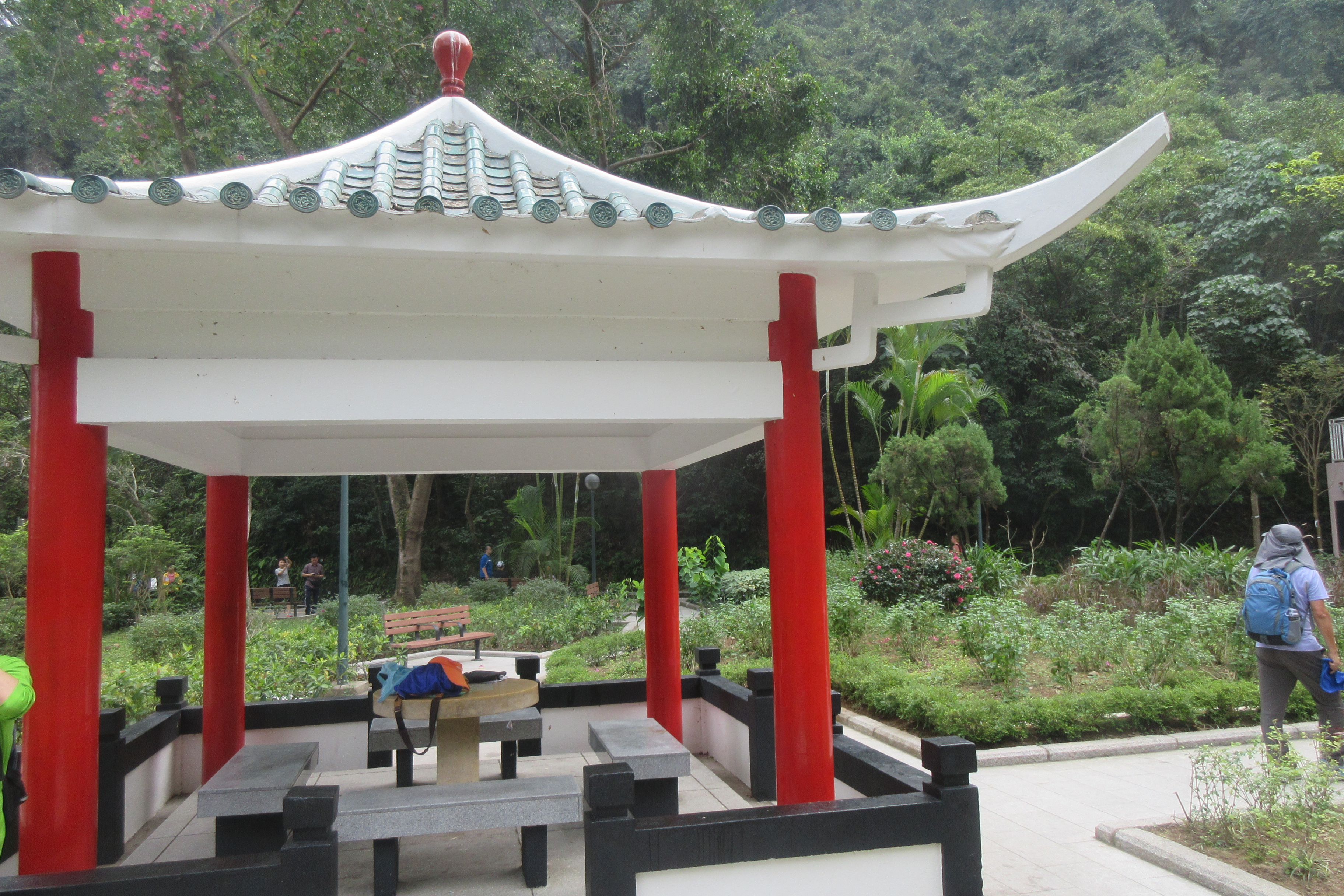
寶雲道花園

## 公共設施
- 涼亭及洗手間
  - 寶雲徑與寶雲道交界之寶雲花園內
  - 灣仔峽道與寶雲道交界之寶雲公園內
- 求助電話
  - 設在近寶雲公園處
- 沿路都設有避雨亭及健身器具

## 交匯道路
- 司徒拔道
- 灣仔自然徑
- 灣仔峽道
- 寶雲徑
- 波老道
- 馬己仙峽道

## 交通
寶雲道並沒有任何巴士行走，只有馬己仙峽道至波老道一段有香港島專線小巴9號線途經。此外亦可以乘坐 6、15、19、41A、63、66 或 76 號巴士於司徒拔道、大坑道及黃泥涌峽道之交界（迴旋處）下車步行前往寶雲道。
寶雲徑至司徒拔道一段寶雲道禁止汽車駛入。

## 外部連結
- 道路及鐵路－具特色道路 (一) 寶雲道 （页面存档备份，存于）